# Przepływ gwarantowany
Przepływ gwarantowany – przepływ poniżej budowli piętrzącej, rozumiany jako suma przepływu nienaruszalnego oraz przepływu niezbędnego do pokrycia potrzeb wodnych różnych odbiorców wody, w tym w szczególności potrzeb wodnych zakładów posiadających pozwolenia wodnoprawne, zlokalizowanych w zasięgu oddziaływania danej budowli. Jest podawany w m³/s, l/s, dm3/s.